# Kyoko Koizumi
Kyoko Koizumi, född 4 februari 1966, är en japansk skådespelerska född i Atsugi, Kanagawa i Japan 1966. Hon har medverkat i många japanska filmer, bland annat Survive Style 5+.